# Enyo (bướm đêm)
Enyo là một chi bướm đêm thuộc họ Sphingidae.

## Các loài
- Enyo bathus - (Rothschild 1904)
- Enyo boisduvali - (Oberthur 1904)
- Enyo cavifer - (Rothschild & Jordan 1903)
- Enyo gorgon - (Cramer 1777)
- Enyo latipennis - (Rothschild & Jordan 1903)
- Enyo lugubris - (Linnaeus 1771)
- Enyo ocypete - (Linnaeus 1758)
- Enyo taedium - Schaus 1890

## Hình ảnh

Enyo cavifer
Enyo gorgon
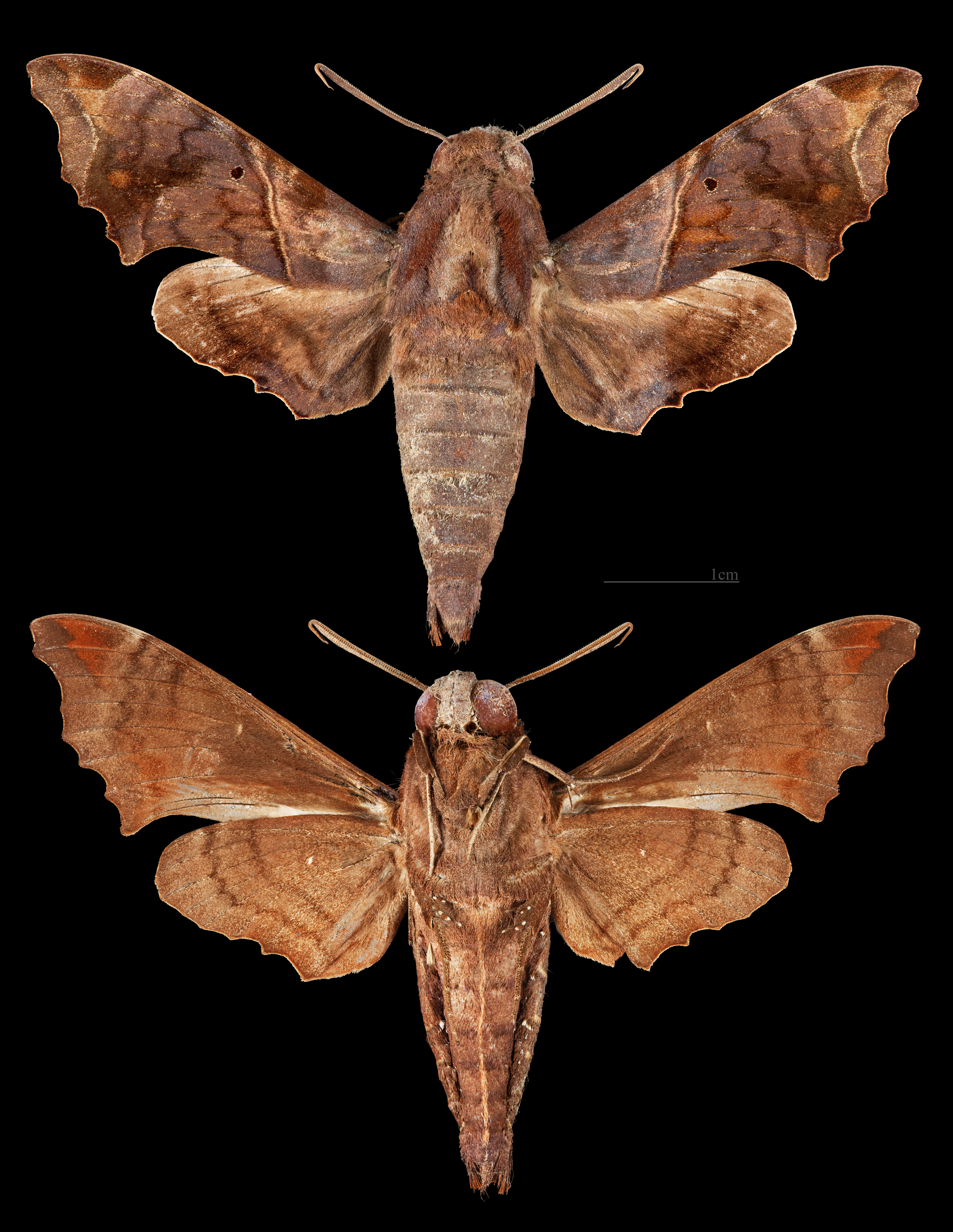
Enyo latipennis
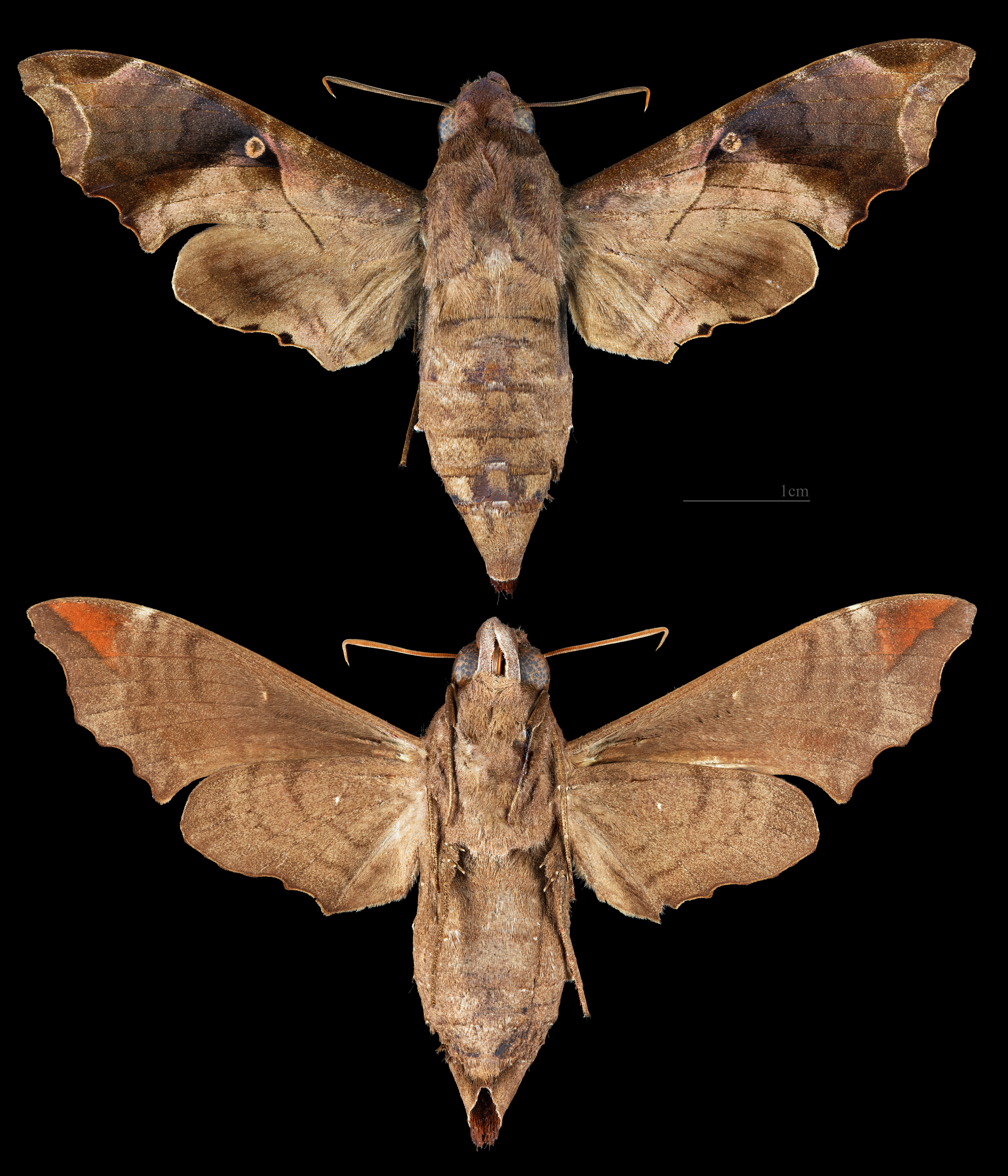
Enyo lugubris
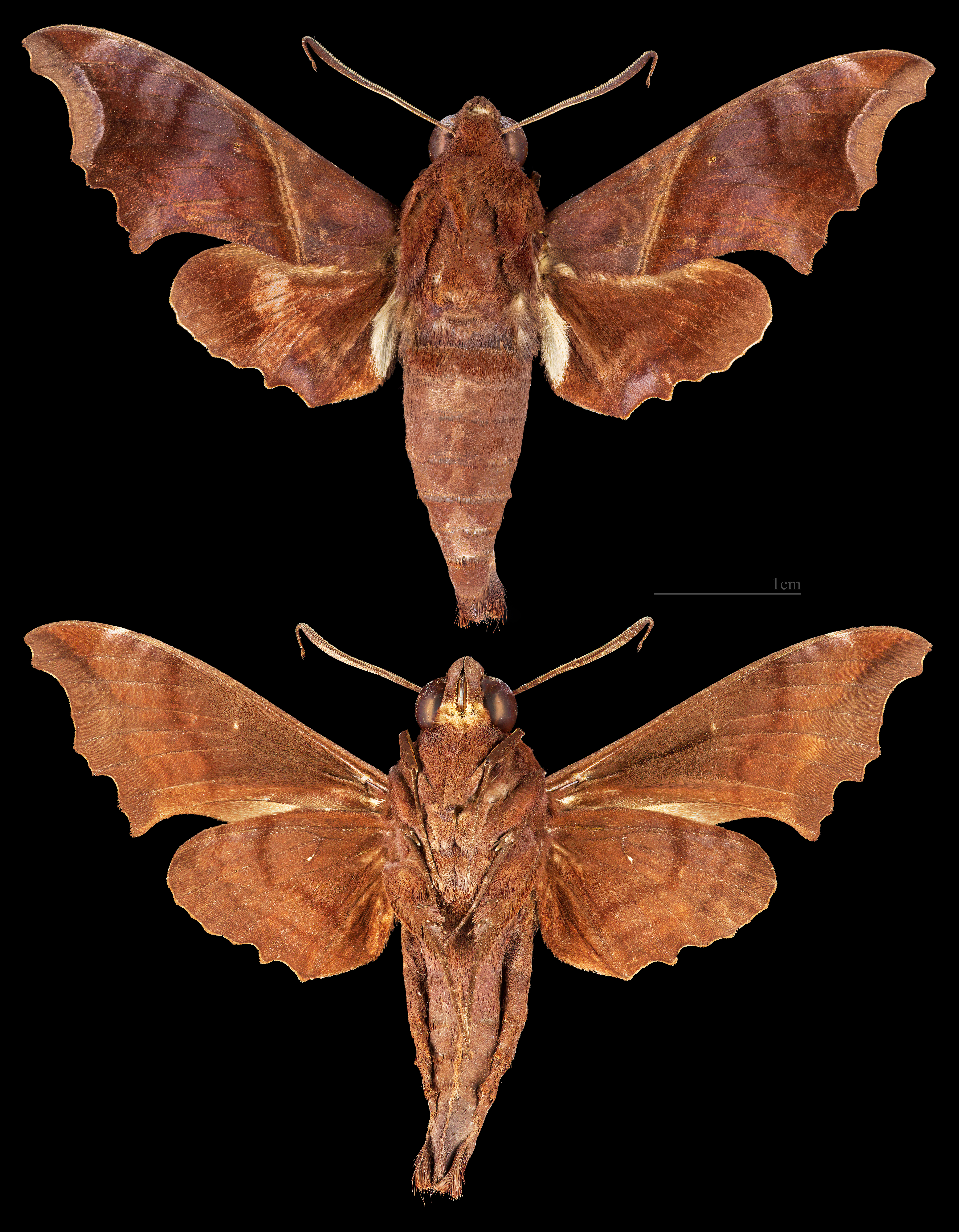
Enyo ocypete
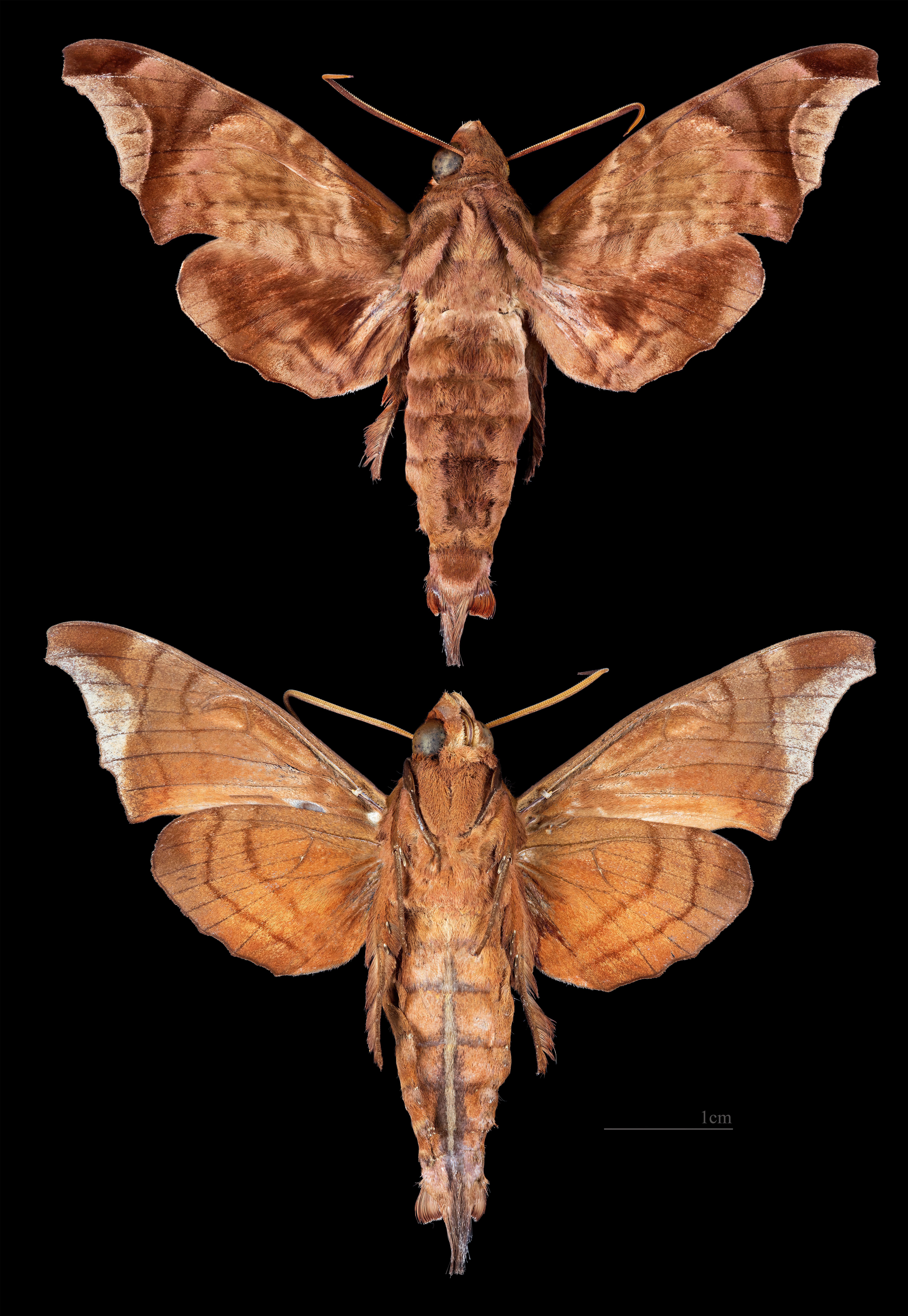
Enyo taedium